# Маленькая красная книга для школьников
«Маленькая красная книга для школьников» (дат. Den Lille Røde Bog For Skoleelever, англ. The Little Red Book For School Pupils) — книга, авторами которой являются датские писатели Сорен Хансен (Søren Hansen) и Еспер Енсен (Jesper Jensen). Эта, предназначенная для подростков книга, которая побуждает их оспаривать господствующие в обществе нормы, впервые была опубликована в 1969 году.

## Содержание книги
Книга содержит вступление под названием «Все взрослые — бумажные тигры» (неопасные противники), и следующие главы: «Образование», «Учёба», «Учителя», «Ученики» и «Система».
В частности, глава «Ученики» содержит раздел «Секс» со следующими подразделами: «Мастурбация», «Оргазм», «Половые отношения и петтинг», «Противозачаточные средства», «Поллюции», «Менструация», «Растлители малолетних или „грязные старикашки“», «Порнография», «Импотенция», «Гомосексуальность», «Нормальное и ненормальное», «Узнай больше», «Венерические заболевания», «Аборт», «Законный и незаконный аборт», «Памятка», «Способы аборта», «Адреса консультаций и оказания помощи по сексуальным вопросам».
Во вступлении сказано: «Эта книга написана как справочное пособие. Она не подразумевает чтение от корки до корки, а скорее просмотр оглавления с целью найти и прочитать то, что вас интересует или о чем вы хотите узнать больше. Даже если вы ходите в очень прогрессивную школу, вы найдёте множество идей, как улучшить ситуацию».

## История публикации
Первое издание книги появилось в Дании в 1969 году, а впоследствии, в переводе и с некоторыми изменениями, книга была издана в Бельгии, Финляндии, Франции, Западной Германии, Греции, Исландии, Италии, Нидерландах, Норвегии, в Швейцарии и в некоторых неевропейских странах.
Была предпринята попытка запретить эту книгу в швейцарском кантоне Берн. В 1972 году книга была запрещена в австралийском штате Квинсленд.

### История публикации в Великобритании
Авторские права на книгу в Великобритании были приобретены издательством Stage 1. После издания книги на английском языке издательство разослало вместе с пресс-релизом несколько сотен экземпляров книги различным СМИ, начиная с местных и общегосударственных газет, и заканчивая образовательными и медицинскими журналами.
В ходе своих кампаний борьбы за права школьников (в частности, за отмену телесных наказаний) книгу распространял британский Союз школьного действия.
Книга стала объектом широкого обсуждения в прессе. 29 и 30 марта 1971 года в газете Daily Telegraph были опубликованы статьи, в которых говорилось, что необходимо представить книгу для ознакомления Директору публичных обвинений с требованием предпринять какие-либо действия, чтобы остановить публикацию этой книги. Директор публичных обвинений 31 марта 1971 года попросил лондонскую полицию сделать соответствующий запрос. Результатом этого запроса, в соответствии с Частью 3 Законов о непристойных публикациях 1959 года/1964 года, стал ордер на обыск помещения, занимаемого Stage 1 в Лондоне. Обыск был осуществлён в тот же день, и 1069 экземпляров книги были изъяты. Затем были конфискованы ещё 159 экземпляров книги. При этом около 18 800 экземпляров из общего тиража 20 000 были упущены и впоследствии были проданы.
1 июля 1971 года мировой суд признал владельца издательства Stage 1 Ричарда Хендисайда виновным в «хранении непристойной книги» и назначил ему наказание в виде штрафа в размере 50 фунтов стерлингов и 110 фунтов стерлингов в качестве уплаты судебных издержек. Суд также вынес постановление об уничтожении полицией конфискованной части тиража книги.
После того как Хендисайд безуспешно пытался добиться отмены этого приговора в вышестоящих судах, он обратился в Европейский суд по правам человека. ЕСПЧ принял решение по этому делу 7 декабря 1976 года. Он не признал, что была нарушена Европейская конвенция о правах человека. В частности, суд указал в своём решении:

По существу, в книге содержалась фактическая информация, которая в целом была достоверна и зачастую полезна, как признал Суд квартальных сессий. Однако, помимо всего этого, в разделе о сексе и в отрывке под заголовком «Будь собой» главы об учениках…, в ней содержались предложения и абзацы, которые молодые люди в критический этап своего развития могли истолковать как побуждение к преждевременным и вредным для них поступкам, и даже к совершению конкретных уголовных преступлений. В данных обстоятельствах, несмотря на разнообразие и постоянную эволюцию взглядов на этику и образование в Соединенном Королевстве, компетентные английские судьи, при осуществлении своей свободы усмотрения, имели право полагать, что влияние Учебника на многих детей и подростков, прочитавших ее, будет пагубным.

Ещё 15 ноября 1971 года издательство Stage 1 издало пересмотренный вариант книги, который не вызвал возражений властей. Книга была впервые опубликована в Великобритании в неотцензурированном виде (за исключением изъятия одного небольшого отрывка) только в 2014 году.